# Vartinvaara
Vartinvaara är en kulle i Finland. Den ligger i Siikajoki och landskapet Norra Österbotten, i den centrala delen av landet, 500 km norr om huvudstaden Helsingfors. Toppen på Vartinvaara är 45 meter över havet.
Terrängen runt Vartinvaara är huvudsakligen platt. Runt Vartinvaara är det mycket glesbefolkat, med 5 invånare per kvadratkilometer. Närmaste större samhälle är Ruukki, 18,0 km sydost om Vartinvaara. I omgivningarna runt Vartinvaara växer i huvudsak blandskog.